# Ribennes
Ribennes (okzitanisch: Ribennas) ist eine Ortschaft und eine Commune déléguée in der französischen Gemeinde Lachamp-Ribennes mit 186 Einwohnern (Stand: 1. Januar 2022) im Département Lozère in der Region Okzitanien (vor 2016 Languedoc-Roussillon). Die Einwohner werden Ribennois genannt.
Die Gemeinde Ribennes wurde am 1. Januar 2019 mit Lachamp zur Commune nouvelle Lachamp-Ribennes zusammengeschlossen. Sie gehörte zum Arrondissement Mende und zum Kanton Marvejols.

## Lage
Der Ort Ribennes liegt im Gebiet der Causse de Sauveterre zwischen dem südlichen Zentralmassiv und den nördlichen Cevennen am Fluss Colagne in der historischen Landschaft des Gevaudan. Umgeben wird Ribennes von der Commune déléguée Lachamp im Süden und den Nachbargemeinden Serverette und Saint-Gal im Norden, Saint-Amans im Nordosten und Osten, Rieutort-de-Randon im Osten und Südosten, Recoules-de-Fumas im Südwesten und Westen, Peyre en Aubrac im Westen sowie Javols im Nordwesten.

## Bevölkerungsentwicklung
| Jahr                       | 1962 | 1968 | 1975 | 1982 | 1990 | 1999 | 2006 | 2013 |
| Einwohner                  | 296  | 271  | 259  | 228  | 215  | 172  | 166  | 163  |
| Quellen: Cassini und INSEE |      |      |      |      |      |      |      |      |

## Sehenswürdigkeiten
- Schloss Combettes, seit 1998 Monument historique